# Boeddhisme in België

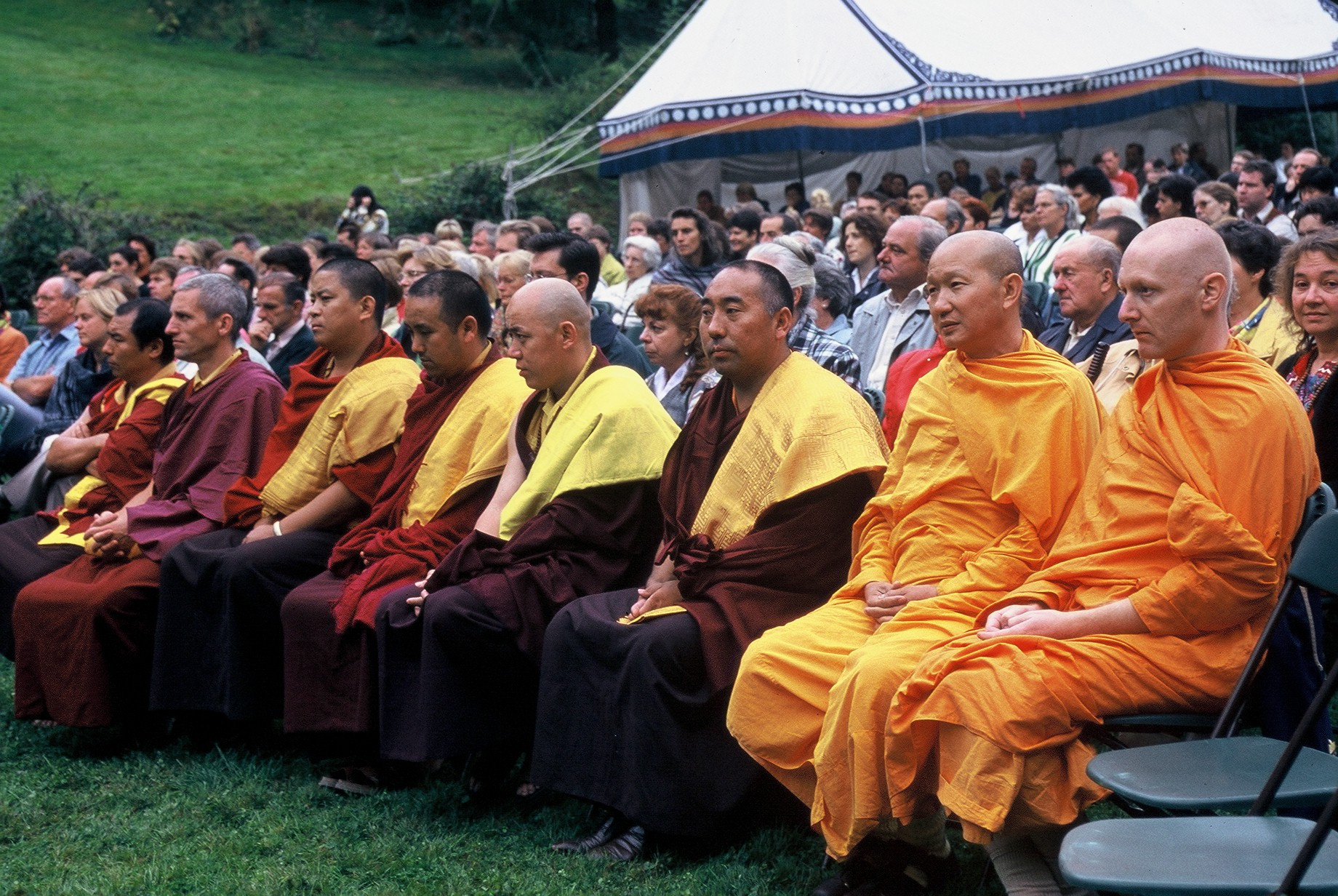
Bijeenkomst van Belgische boeddhisten in het Yeunten Ling Tibetaans Instituut te Hoei op 3 september 1997.

Het boeddhisme in België is een minderheidsreligie (0,3% van de bevolking) die vanaf de jaren 70 meer aanhang vond door emigratie uit traditioneel boeddhistische landen en een groeiende lokale interesse, met name voor zen en Tibetaans boeddhisme. In 2015 identificeerden er zich naar schatting 30.000 belgen als boeddhistisch, een behoorlijke stijging tegenover de geschatte 10.000 boeddhisten van Belgische nationaliteit uit de volkstelling van 2001. Daarnaast kent het boeddhisme sympathisanten waaronder Jan Peumans en Ward Kennes.
In 2006 vroeg de Boeddhistische Unie van België (BUB) bij het ministerie van justitie een officiële erkenning wat tot op heden werd geweigerd.

## Geschiedenis
België is relatief traag geweest in de absorptie van het boeddhisme in vergelijking met andere landen in Europa, omdat België geen boeddhistische landen had gekoloniseerd. De eerste belangstelling kwam vanuit het academisch milieu van de indologie. Zo publiceerde Louis de La Vallée Poussin in 1892 enkele boeddhistische sprookjes en doceerde aan de Rijksuniversiteit Gent. In 1929 publiceerde Étienne Lamotte een andere vertaling en werd professor aan de Katholieke Universiteit Leuven. Buiten de universiteit was er vooral interesse vanuit de Theosophical Society. Zo introduceerde Alexandra David-Néel de Maha Bodhi Society in 1910 aan het congres van vrijdenkers in Brussel. Naar verluidt was er in het interbellum ook een groep geïnteresseerden die in Brussel bijeenkwamen.
In de jaren 50 schreef de Beatgeneration over zen, waarna Robert Linssen Les Amis du Bouddhisme Zen opricht. In 1961 lanceert R. Lievens (alias lama Rin’chen Mkhas’hgrub) het Maison du Bouddhisme in Schaarbeek, een groep "fantasten" die zou hebben bestaan tot midden jaren 80. Raymond Kiere (1897-1981) zou een belangrijke rol spelen door zijn contacten met boeddhistische koepelorganisaties in andere Europese landen. Hij sticht de "Mission bouddhique belge" en helpt het "Institut belge des hautes études bouddhiques" oprichten. Samen met Adriaan Peel lanceert hij in 1954 het "Centrum voor boeddhistische studies en voorlichting" in Antwerpen. Sinds de Tibetaanse regering in ballingschap verblijft en ten gevolge van de Vietnamoorlog kende het Tibetaans en Vietnamees boeddhisme een opleving in België.

## Boeddhistische Unie van België
In 1997 werd de Boeddhistische Unie van België (BUB) opgericht als orgaan om de actieve boeddhistische organisaties en centra in België te vertegenwoordigen als officiële gesprekspartner van de Belgische regering bij de voorbereiding van de erkenning van het boeddhisme als niet-confessionele levensbeschouwing. Zo vertegenwoordigde de BUB in 1999 dertig centra die waren opgericht door caritatieve en particuliere organisaties. 
In juni 2005 beslist het BUB om een aanvraag in te dienen om het boeddhisme te erkennen als niet-confessionele traditie. De aanvraag werd ingediend op 20 maart 2006 en sinds december 2008 krijgt de BUB een jaarlijkse dotatie van 150.000 euro om zich provinciaal te organiseren en de erkenning voor te bereiden. De BUB pleit voor een erkenning vanuit een gelijkwaardigheid met andere levensbeschouwingen. Voormalig secretaris-generaal van de BUB en mindfulness trainer Edel Maex wil daarentegen komaf maken met het subisidiëren van levensbeschouwingen en vindt dat de BUB maar een beperkt deel van het historisch zeer heterogene boeddhisme in België vertegenwoordigt.
Voorzitters:
- 1997-2008: Frans Goetghebeur
- 2008-2012: Michel Deprèay
- 2012-2014: Monique De Knop
- 2014- : Carlo Luyckx

Secretaris-generaal
- 2008-2010: Edel Maex
- 2010- : Koen Vermeulen

## Instituten
- IBPS Belgium (Fo Guang Shan afdeling in Antwerpen)
- Zangdok Palri Instituut, Florennes[9]

#### Theravada traditie
- Internationaal Dhammakaya Genootschap van België, Lede[10]

#### Vajrayana traditie
- Tibetaans Instituut, Schoten
  - Nalanda Instituut, Brussel
  - Yeunten Ling, Hoei
- vzw Yō E An - Centrum voor Shingon-boeddhisme, Neerijse (Huldenberg)

België · Cambodja · China (Hongkong · Tibet) · India · Indonesië · Japan · Korea · Myanmar · Mongolië · Nederland · Rusland · Sri Lanka · Taiwan · Thailand